# Pericarditis tuberculosa
La pericarditis tuberculosa es una forma de pericarditis. La pericarditis causada por tuberculosis es de muy difícil diagnóstico, debido a que el diagnóstico definitivo requiere del cultivo de la mycobacterium desde una pericardiocentesis o biopsia directa del pericardio, la cual requiere de personal técnico avanzado y es con frecuencia subdiagnosticada (los cultivos no tienen muy buena eficacia aunque la muestra sea óptima).

## Tratamiento
Se basa principalmente en drogas antituberculosas, corticoides y analgesia. Además, se da tratamiento de las posibles complicaciones (pericardiocentesis y pericardioctomía en casos graves).